# سایه‌بان (مجموعه تلویزیونی)
سایه بان نام یک مجموعه تلویزیونی ایرانی پنجاه قسمتی به کارگردانی جمشید محمودی و نوید محمودی است که در سال ۱۳۹۶ تولید شده‌است این مجموعه تلویزیونی از شبکه دو پخش شد. تیتراژ این مجموعه تلویزیونی را محسن چاوشی اجرا کرده‌است.

## داستان
داستان مجموعه تلویزیونی روایت زندگی دو جوان کارگر با نامهای سهراب و سعید است که هر کدام در زندگی خانوادگی خود با مشکلات زیادی که بیشتر جنبه مالی دارد دست به گریبانند. سهراب در کارگاه مبل سازی کار می‌کند که در حال ورشکستگی است و هر لحظه امکان تعطیلی آن می‌رود. پدرش فوت شده و او نان آور مادر، خواهر و برادر کوچکتر از خود است. نامزد کرده اما به دلیل مشکلات مالی نمی‌تواند زندگی مشترکش را آغاز کند. سعید بیکار است و بی‌پول و در عین حال از برادر کوچکتر و پدر خود هم نگهداری می‌کند. از طرف دیگر همسرش (هستی مهدوی فر) به او فشار می‌آورد که خانه ای مستقل برای او تهیه کند.
سهراب و سعید که در منطقه‌ای فقیرنشین رشد یافته‌اند، تا پای جان تلاش می‌کنند تا با امید چراغ خانه‌هایشان را روشن نگه دارند. آن‌ها در برابر سرنوشت ایستادگی می‌کنند و به رحمت خداوند دلخوش هستند تا اینکه دوستی دیرینه‌شان در خطر می‌افتد و…
نشان دادن واقعیت‌های جامعه امروز بزرگ‌ترین و بارزترین خصوصیت فیلم سایه بان می‌باشد.

## بازیگران
| بازیگر           | نقش       | توضیحات                                                        |
| ---------------- | --------- | -------------------------------------------------------------- |
| مجتبی پیرزاده    | سهراب     | پسر رعنا، همسر نگین، برادر سارا و بابک، دوست سعید              |
| هستی مهدوی فر    | نسترن     | همسر سعید، خواهر ناصر                                          |
| محمدرضا غفاری    | آرمان     | پسر مهران و مهشید، عاشق و نامزد سارا                           |
| محمد ولی زادگان  | سعید      | همسر نسترن، دوست سهراب، برادر حمید، پسر رحمان، شوهر خواهر ناصر |
| افسانه کمالی     | سارا      | دختر رعنا، خواهر سهراب و بابک، نامزد آرمان                     |
| حسام محمودی      | غفور      | کارگر مبل سازی                                                 |
| علیرضا جعفری     | بابک      | پسر رعنا، برادر سهراب و سارا                                   |
| المیرا دهقانی    | نگین      | همسر سهراب، عروس رعنا                                          |
| سینا مهراد       | حمید      | پسر رحمان، برادر سعید، برادر شوهر نسترن                        |
| زهرا بهروزمنش    | الهام     | دوست حمید                                                      |
| افشین اخلاقی     | بهنام     | کارگر مبل سازی                                                 |
| ارشیا زرین       | پیمان     | نوچه خسرو                                                      |
| سجاد دیرمینا     | قربان     | دوست سعید، پسر نیره                                            |
| علی غلامی        | پرویزی    | دوست سعید                                                      |
| پیمان مقدمی      | فروشنده   | فروشنده لوازم خانگی                                            |
| مریم پیربند      | شراره     | همسر ناصر، زن داداش نسترن                                      |
| علیرضا ثانی فر   | آقا پلیسه | پلیس                                                           |
| هدایت الله سجادی | طاهر      | برادر نیره، دایی قربان                                         |
| امین تارخ        | مهران     | پدر آرمان، همسر مهشید، شوهر خواهر خسرو                         |
| پریوش نظریه      | رعنا      | مادر سهراب و سارا و بابک، مادر شوهر نگین                       |
| کامران تفتی      | ناصر      | برادر نسترن، همسر شراره، برادر زن سعید                         |
| آناهیتا افشار    | مژده      | دختر دایی آرمان، دختر خسرو                                     |
| رویا تیموریان    | نیره      | مادر قربان، دوست مادر سعید و حمید                              |
| بهزاد فراهانی    | خسرو      | پدر مژده، دایی آرمان، برادر مهشید، برادر زن مهران              |
| محمد عمرانی      | رحمان     | پدر سعید و حمید، پدر شوهر نسترن                                |
| علیرضا اوسیوند   | محمد      | رئیس کارگاه مبل سازی                                           |
| رویا جاویدنیا    | مهشید     | مادر آرمان، همسر مهران، خواهر خسرو                             |
| کمند امیرسلیمانی | آرزو      | مددکار                                                         |

## جوایز و نامزدها
| ۱۳۹٧ | هجدهمین جشن حافظ |                                  |               |          |
| ۱۳۹٧ | هجدهمین جشن حافظ | بهترین بازیگر مرد درام تلویزیونی | مجتبی پیرزاده | نامزدشده |
| ۱۳۹٧ | هجدهمین جشن حافظ | بهترین خواننده ترانه تیتراژ      | محسن چاوشی    | نامزدشده |